# Tisserin baglafecht
Ploceus baglafecht
Espèce
Statut de conservation UICN

 LC  : Préoccupation mineure
Le Tisserin baglafecht (Ploceus baglafecht) est une espèce de passereau de la famille des Ploceidae.

## Répartition et sous-espèces
Il fréquente les forêts humides tropicales et subtropicales de l'afromontane.
Selon la classification de référence du Congrès ornithologique international (14.2, 2024) :
- P. b. baglafecht  — hauts plateaux abyssins
- P. b. neumanni  — Grassland (Cameroun) et massif de l'Adamaoua
- P. b. eremobius  — Soudan du Sud et nord-est de la RDC
- P. b. emini  — Soudan du Sud, Éthiopie et Ouganda
- P. b. reichenowi  — Ouganda, Kenya et Tanzanie
- P. b. stuhlmanni  — forêts d'altitude du rift Albertin et plateaux d'Afrique de l'Est équatoriale
- P. b. sharpii  — sud de la Tanzanie
- P. b. nyikae  — nord de la Zambie et du Malawi